# Sachalin oblast
Sachalin oblast (Сахалинская область) (45° 50' Ö 54° 24' N) är ett ryskt oblast i norra Stilla havet utanför Sibiriens östkust. Den omfattar ön Sachalin samt ögruppen Kurilerna. 
Området har en areal på 87 100 km² och ett invånarantal på cirka en halv miljon. Den största staden, som också är administrativ huvudort, är Juzjno-Sachalinsk där det bor cirka 175 000 invånare.
Området bebos utöver folkgrupper från forna Sovjetunionen också av grupperna nivcher och ainu.
Japan gör anspråk på en del av Sachalin oblasts territorium, nämligen de fyra sydligaste öarna i Kurilerna och denna fråga har gjort relationerna mellan Japan och Ryssland ansträngda. Dessa öar tillhörde Japan fram till andra världskrigets slut då Japan frånsade sig rätten till Sachalin och Kurilerna i San Francisco-avtalet från 1951. Detta avtal valde dock dåvarande Sovjetunionen att inte skriva under vilket gör dess legitimitet i detta fall tvetydig. Baserat på ett sovjetiskt-japanskt uttalande från 1956 erbjöd Rysslands president Putin år 2006 Japan de två sydligaste öarna. Detta accepterades dock inte av Japan som vill ha alla fyra öarna. 
Den 16 augusti 2006 öppnade en rysk patrullbåt eld mot en japansk fiskebåt som befann sig i nära en av de kurilska öarna sedan den vägrat stanna. En japansk fiskare dödades och tre andra togs till fånga.

## Historia
Den ursprungliga befolkningen utgörs av stammarna Xianbei och Xiazhe vars liv kretsade kring fiske. Det finns gamla kinesiska källor som visar att man kände till Sachalin och år 1616 under Ming-dynastin skickade man en militär styrka på 400 man för att ta kontroll över området. Dessa drogs dock snart bort då man kom fram till att det inte fanns något som hotade Kinas intressen på ön.
Senare kinesiska dynastier hävdade överhöghet över området men då man inte hade några trupper där gjordes försök från både ryskt och japanskt håll att kolonisera ön. Trots att ett avtal från 1686 slog fast att området var kinesiskt territorium fortsatte Ryssland att ockupera ön från 1700-talet och framåt, främst genom en armé som utgjordes av straffångar.
Under 1800-talet befäste Japan och Ryssland sina positioner i området medan Kina fick avsäga sig sina anspråk efter opiumkriget. En rysk straffkoloni etablerades på ön tillsammans med kolgruvor, bosättningar. De medlemmar av Xiazhe-folket som inte dödades tvingades att flytta till det asiatiska fastlandet.
I augusti 1945 tog Sovjetunionen kontroll över hela Sachalin som en följd av Japans kapitulation i andra världskriget. Japanska källor hävdar att 20 000 civila dödades under invasionen. De allra flesta japaner som bodde på södra Sachalin flydde antingen tillbaka till sitt ursprungsland i krigets slutskede eller repatrierades under de följande åren. 
Dock så lämnades tiotusentals koreaner, som under kriget rekryterats eller tvingats att arbeta i Sachalin, kvar. Den lokala administrationen behövde deras arbetskraft för att hålla igång industrin och infrastrukturen på ön, och lobbade för att skjuta upp repatrieringen. De lyckades, och när Koreakriget bröt ut blev det helt otänkbart för Sovjetunionen att låta dem flytta, eftersom de flesta kom från Sydkorea. De flesta Sachalinkoreaner bor kvar på ön än idag.
Den 2 januari 1947 definierades Sachalin oblast i sin nuvarande form.
En folkräkning 2002 i oblasten visade att 333 personer fortfarande ser sig själva som japaner. Hur många ainu som lever i området är oklart, de kan ha räknats in i kategorin "övriga" eller ha identifierat sig som japaner vid räkningen.